# Долматово (Калининский район)
Долма́тово — пригородная деревня в Калининском районе Тверской области. Относится к Михайловскому сельскому поселению.
Расположена в 3 км к северу от границы города Твери, на левом берегу реки Тверцы. Через деревню проходит автодорога «Глазково—Мухино».
Известна как дачная местность. Во времена СССР в деревне находился дома отдыха «Мукомол», который позже был реорганизован в пионерлагерь «Колос» (в настоящий момент не существует); пионерский лагерь банковских работников — ныне пионерский лагерь «Спутник»; туристическая база «Луч» для глухонемых (в настоящий момент не существует); пионерский лагерь ткацкой фабрики им. Ворошилова — позднее пионерский лагерь «Мир», ныне туристическая база «Долматово», принадлежащая Правительству Тверской области. Во времена СССР в деревне располагалось 2 летних детских сада — на базе пионерского лагеря «Колос», а также детский сад РОНО г. Калинин. Две служебные дачи: для сотрудников «Калинстрой» («Белая дача») и сотрудников калининского РОНО («Зелёная дача»).
Также в черте населённого пункта находятся 2 дачных кооператива: дачный кооператив «Дружный» ( изначально  кооператив для глухонемых) и  садоводство «Обкомовские дачи».